# Michael Lang
Michael Rico Lang (Sankt Gallen, 8 februari 1991) is een Zwitsers voetballer die doorgaans speelt als rechtsback. In juli 2021 verruilde hij Borussia Mönchengladbach voor FC Basel. Lang maakte in 2013 zijn debuut in het Zwitsers voetbalelftal.

## Clubcarrière
Lang maakte zijn debuut op het professionele niveau in 2006 bij FC St. Gallen in de Super League. In vier seizoenen speelde hij zesenzestig competitieduels, waarin hij vier doelpunten maakte. In de zomer van 2011 vertrok Lang naar Grasshoppers, waar hij op 27 augustus 2011 zijn debuut maakte in een competitiewedstrijd tegen FC Luzern (0–1). In mei 2013 won hij met Grasshopper de finale van de Zwitserse voetbalbeker door FC Basel na strafschoppen te verslaan. Lang maakte voorafgaand aan het seizoen 2015/16 de overstap naar Basel. Bij die club veroverde hij gedurende de eerste jaargang daar een basisplaats en hij werd tweemaal op rij Zwitsers landskampioen. Hierop nam Borussia Mönchengladbach de vleugelverdediger over. Hij raakte zijn vaste plek aan het einde van het seizoen 2018/19 kwijt, waarop Werder Bremen hem in augustus 2019 huurde. Ook bij die club vervulde hij voornamelijk een reserverol, waarna hij in de jaargang 2020/21 helemaal niet in actie kwam voor Mönchengladbach. Hij keerde in juli 2021 transfervrij terug bij FC Basel.

## Clubstatistieken
| Seizoen | Club                     | Competitie       | Competitie | Competitie | Beker | Beker | Internationaal | Internationaal | Totaal | Totaal |
| Seizoen | Club                     | Competitie       | Wed.       | Dlp.       | Wed.  | Dlp.  | Wed.           | Dlp.           | Wed.   | Dlp.   |
| ------- | ------------------------ | ---------------- | ---------- | ---------- | ----- | ----- | -------------- | -------------- | ------ | ------ |
| 2006/07 | FC St. Gallen            | Super League     | 1          | 0          | 0     | 0     | —              | —              | 1      | 0      |
| 2007/08 | FC St. Gallen            | Super League     | 3          | 0          | 0     | 0     | 0              | 0              | 3      | 0      |
| 2008/09 | FC St. Gallen            | Challenge League | 9          | 1          | 1     | 0     | —              | —              | 10     | 1      |
| 2009/10 | FC St. Gallen            | Super League     | 22         | 1          | 4     | 1     | —              | —              | 26     | 2      |
| 2010/11 | FC St. Gallen            | Super League     | 31         | 2          | 3     | 0     | —              | —              | 34     | 2      |
| 2011/12 | Grasshoppers             | Super League     | 26         | 1          | 4     | 0     | —              | —              | 30     | 1      |
| 2012/13 | Grasshoppers             | Super League     | 33         | 3          | 5     | 0     | —              | —              | 38     | 3      |
| 2013/14 | Grasshoppers             | Super League     | 34         | 3          | 4     | 1     | 4              | 0              | 42     | 4      |
| 2014/15 | Grasshoppers             | Super League     | 35         | 5          | 3     | 0     | 4              | 1              | 42     | 6      |
| 2015/16 | FC Basel                 | Super League     | 22         | 5          | 1     | 0     | 14             | 2              | 37     | 7      |
| 2016/17 | FC Basel                 | Super League     | 31         | 6          | 5     | 3     | 5              | 0              | 41     | 9      |
| 2017/18 | FC Basel                 | Super League     | 34         | 5          | 2     | 2     | 8              | 3              | 44     | 10     |
| 2018/19 | Borussia Mönchengladbach | Bundesliga       | 17         | 1          | 1     | 0     | —              | —              | 18     | 1      |
| 2019/20 | → Werder Bremen          | Bundesliga       | 9          | 0          | 1     | 0     | —              | —              | 10     | 0      |
| 2020/21 | Borussia Mönchengladbach | Bundesliga       | 0          | 0          | 2     | 0     | 1              | 0              | 3      | 0      |
| 2021/22 | FC Basel                 | Super League     | 26         | 4          | 1     | 0     | 12             | 2              | 39     | 6      |
| 2022/23 | FC Basel                 | Super League     | 27         | 1          | 4     | 1     | 15             | 1              | 46     | 3      |
| 2023/24 | FC Basel                 | Super League     | 5          | 0          | 0     | 0     | 2              | 0              | 7      | 0      |
| Totaal  | Totaal                   | Totaal           | 367        | 38         | 41    | 8     | 62             | 9              | 470    | 55     |

## Interlandcarrière
Onder leiding van bondscoach Ottmar Hitzfeld maakte Lang zijn debuut in het Zwitsers voetbalelftal op woensdag 14 augustus 2013 in de vriendschappelijke thuiswedstrijd tegen Brazilië, die met 1–0 werd gewonnen dankzij een eigen doelpunt van de Braziliaanse verdediger Dani Alves. Lang viel in dat duel na 62 minuten in voor Stephan Lichtsteiner. Ook Fabian Schär (FC Basel) maakte in die wedstrijd zijn debuut voor Zwitserland. In zijn tweede interland, een WK-kwalificatiewedstrijd tegen Albanië, maakte hij de 0–2 in de 78e minuut. De wedstrijd eindigde in een 2–1 winst voor de Zwitsers, waardoor ze zich voor het wereldkampioenschap voetbal 2014 kwalificeerden. In mei 2014 werd Ziegler door bondscoach Ottmar Hitzfeld opgenomen in de selectie voor het wereldkampioenschap voetbal 2014 in Brazilië. Clubgenoot Roman Bürki (eveneens Zwitserland) was actief op het toernooi.
Lang maakte eveneens deel uit van de Zwitserse ploeg, die deelnam aan het WK 2018 in Rusland. Daar eindigde de selectie onder leiding van bondscoach Vladimir Petković als tweede in groep E, achter Brazilië (1–1) maar vóór Servië (2–1) en Costa Rica (2–2). In de achtste finales ging Zwitserland vervolgens op dinsdag 3 juli met 1–0 onderuit tegen Zweden door een treffer van Emil Forsberg, waarna de thuisreis geboekt kon worden. Lang kwam in drie van de vier WK-duels in actie voor de nationale ploeg. Hij kreeg een rode kaart in het duel met Zweden.
| Interlands van Michael Lang voor Zwitserland | Interlands van Michael Lang voor Zwitserland | Interlands van Michael Lang voor Zwitserland | Interlands van Michael Lang voor Zwitserland | Interlands van Michael Lang voor Zwitserland | Interlands van Michael Lang voor Zwitserland | Interlands van Michael Lang voor Zwitserland |
| №                                            | Datum                                        | Wedstrijd                                    | Uitslag                                      | Soort wedstrijd                              | Doelpunten                                   |                                              |
| Als speler bij Grasshopper Club Zürich       | Als speler bij Grasshopper Club Zürich       | Als speler bij Grasshopper Club Zürich       | Als speler bij Grasshopper Club Zürich       | Als speler bij Grasshopper Club Zürich       | Als speler bij Grasshopper Club Zürich       | Als speler bij Grasshopper Club Zürich       |
| -------------------------------------------- | -------------------------------------------- | -------------------------------------------- | -------------------------------------------- | -------------------------------------------- | -------------------------------------------- | -------------------------------------------- |
| 1.                                           | 14 augustus 2013                             | Zwitserland – Brazilië                       | 1 – 0                                        | Vriendschappelijk                            |                                              |                                              |
| 2.                                           | 11 oktober 2013                              | Albanië – Zwitserland                        | 1 – 2                                        | Kwalificatie WK 2014                         | Goal                                         |                                              |
| 3.                                           | 15 oktober 2013                              | Zwitserland – Slovenië                       | 1 – 0                                        | Kwalificatie WK 2014                         |                                              |                                              |
| 4.                                           | 15 november 2013                             | Zuid-Korea – Zwitserland                     | 2 – 1                                        | Vriendschappelijk                            |                                              |                                              |
| 5.                                           | 5 maart 2013                                 | Zwitserland – Kroatië                        | 2 – 2                                        | Vriendschappelijk                            |                                              |                                              |
| 6.                                           | 3 juni 2014                                  | Zwitserland – Peru                           | 2 – 0                                        | Vriendschappelijk                            |                                              |                                              |

Bijgewerkt op 5 juni 2014.

## Erelijst
| Competitie            | Aantal      | Jaren            |             |             |
| Grasshopper           | Grasshopper | Grasshopper      | Grasshopper | Grasshopper |
| --------------------- | ----------- | ---------------- | ----------- | ----------- |
| Beker van Zwitserland | 1x          | 2012/13          |             |             |
| FC Basel              |             |                  |             |             |
| Super League          | 2x          | 2015/16, 2016/17 |             |             |
| Beker van Zwitserland | 1x          | 2016/17          |             |             |